# Castelul Nymphenburg
Castelul Nymphenburg (în germană Schloss Nyphenburg) este un castel construit în stil baroc în München, Bavaria, Germania. Se numără printre cele mai mari castele din Europa. Castelul a fost mult timp reședința de vară a Casei Wittelsbach. 

## Imagini

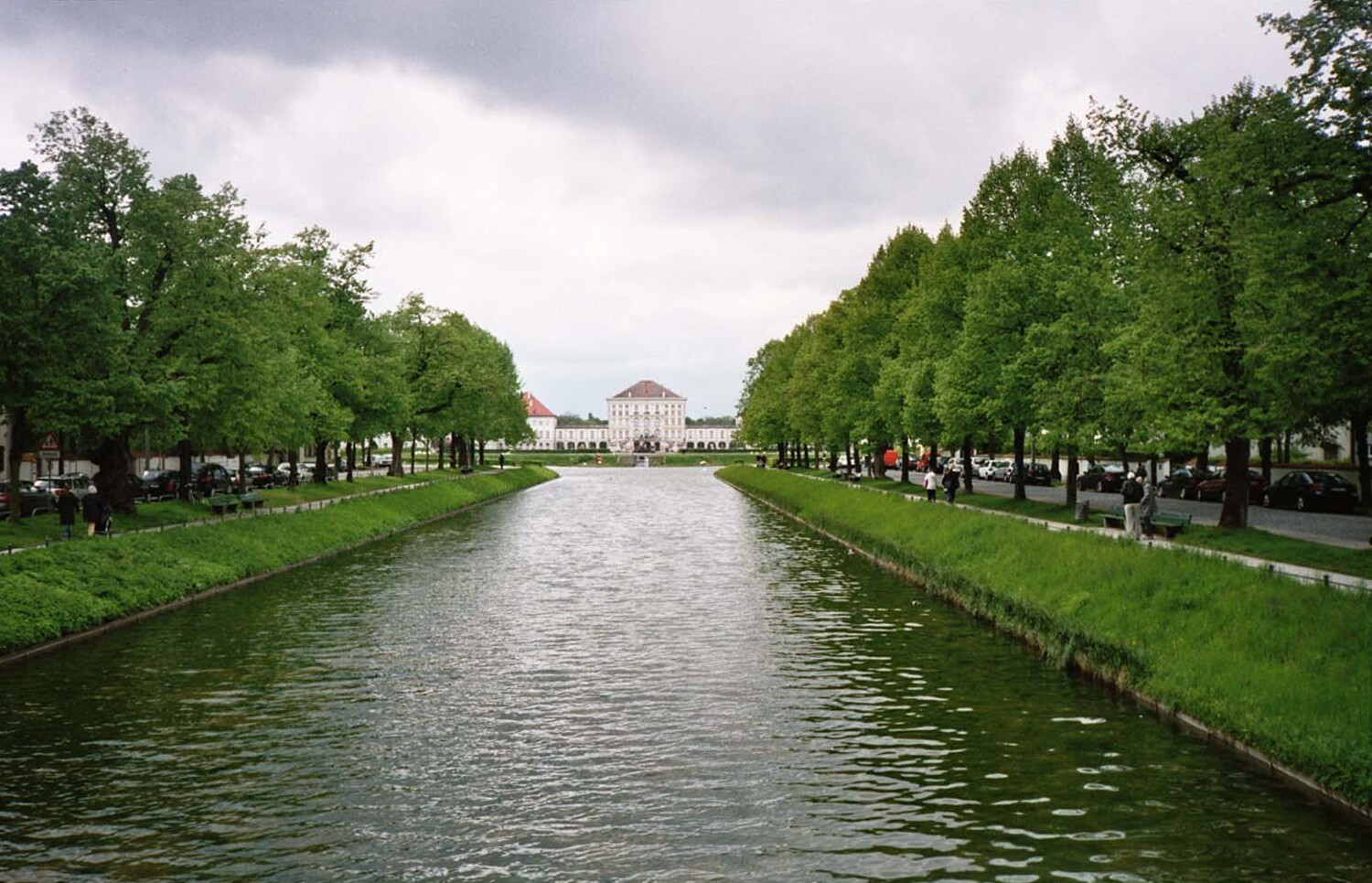
View of Schloss Nymphenburg, main approach
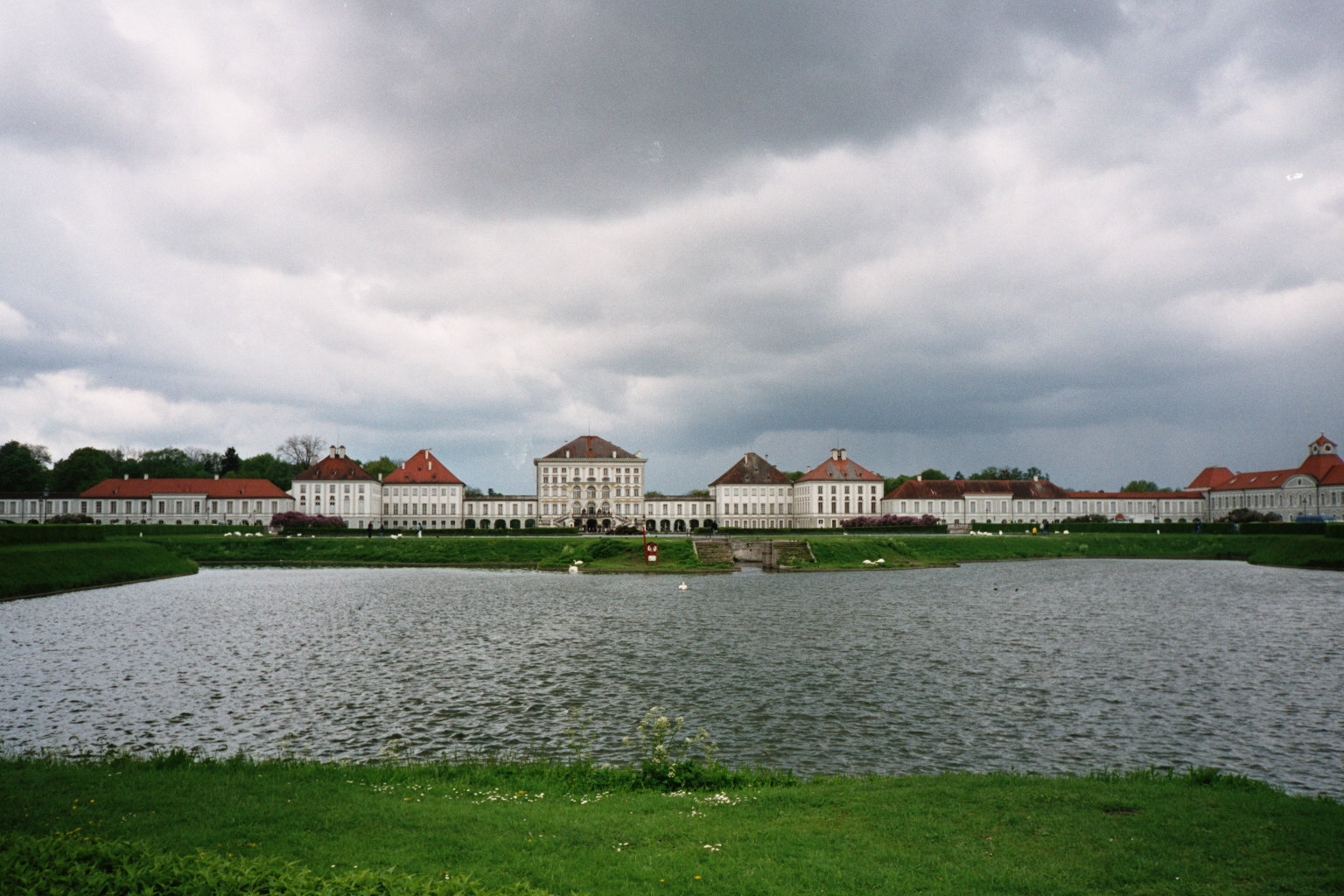
Front view
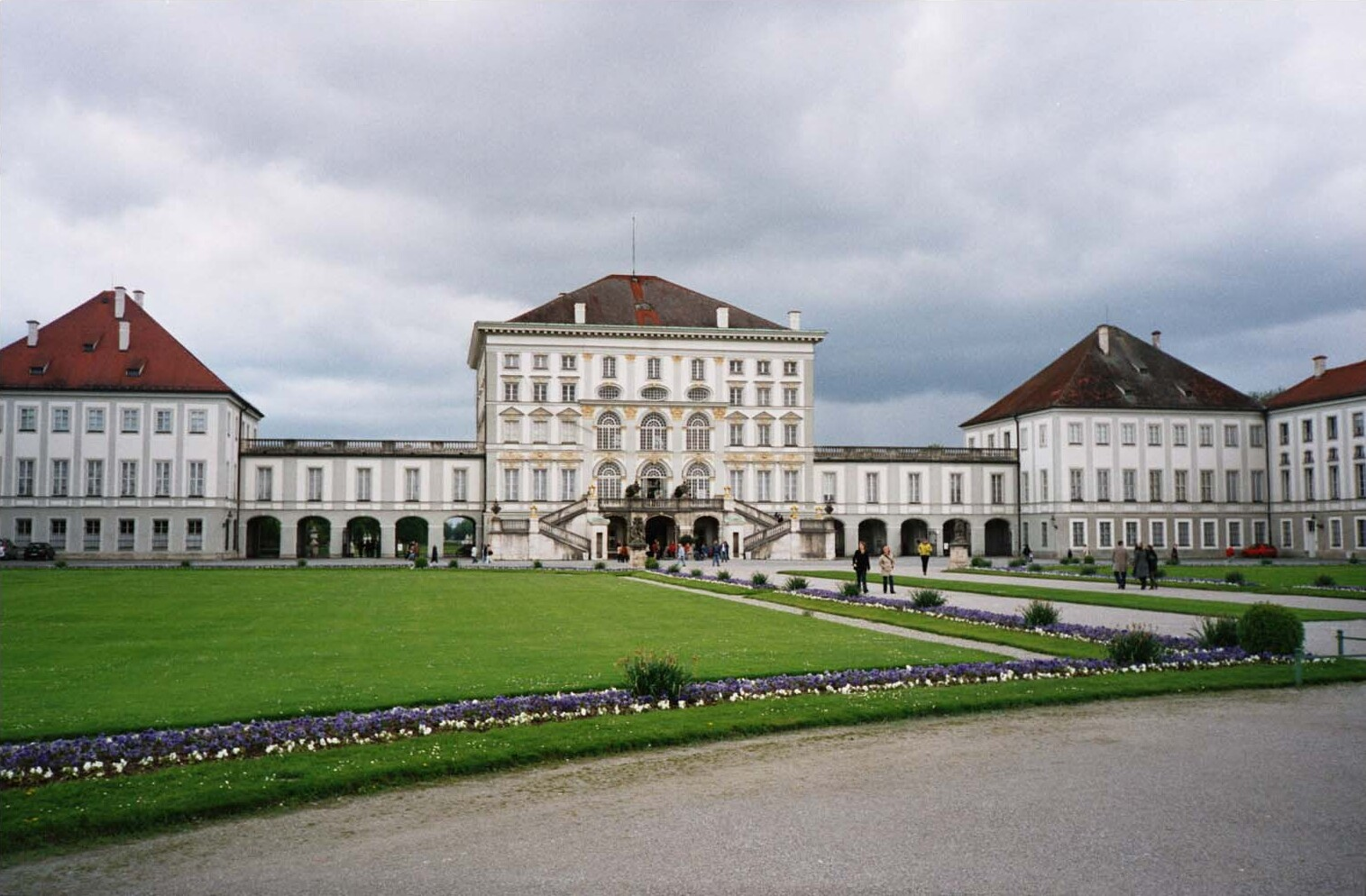
Front view
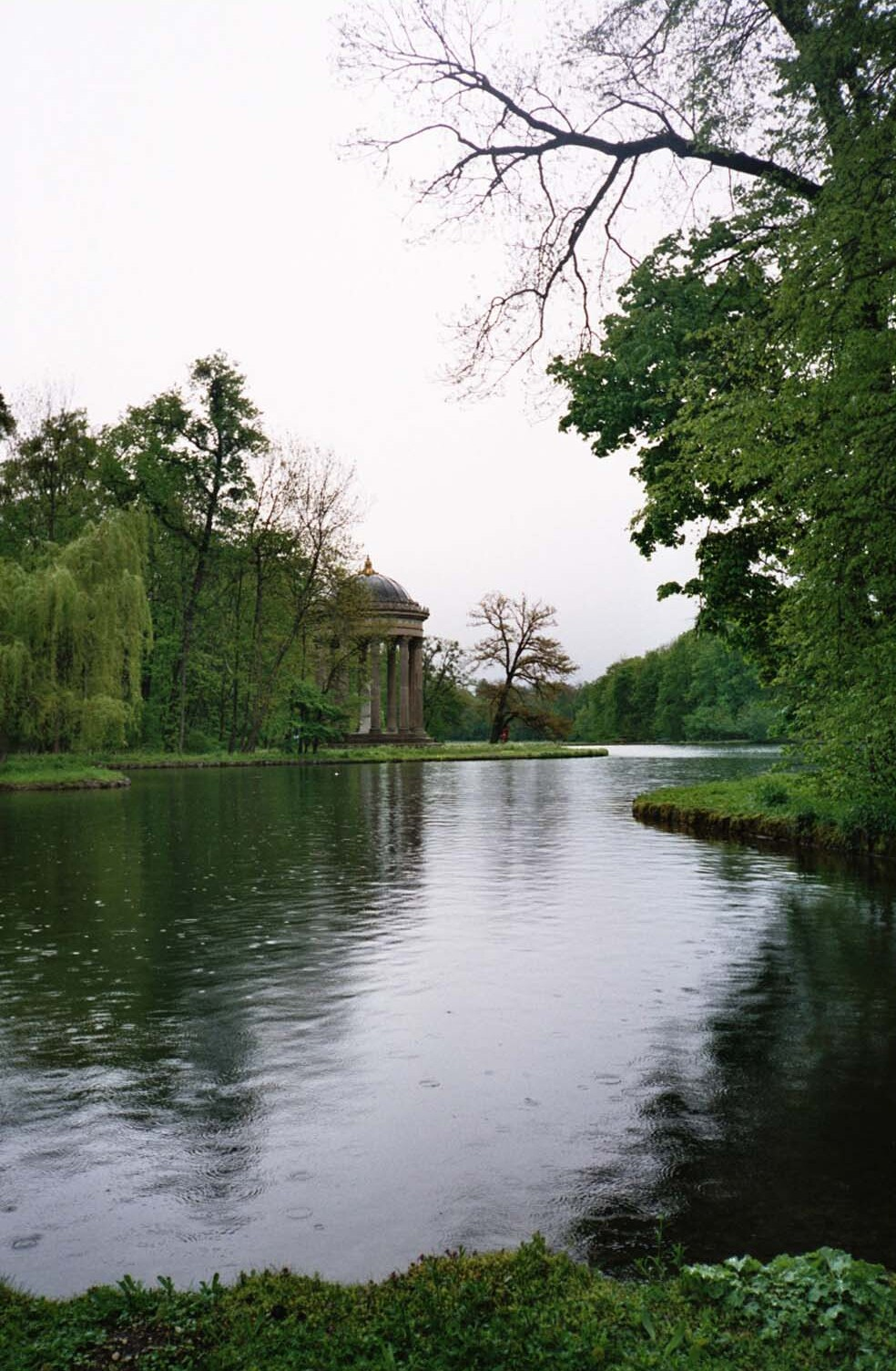
So-called "Monopteros"
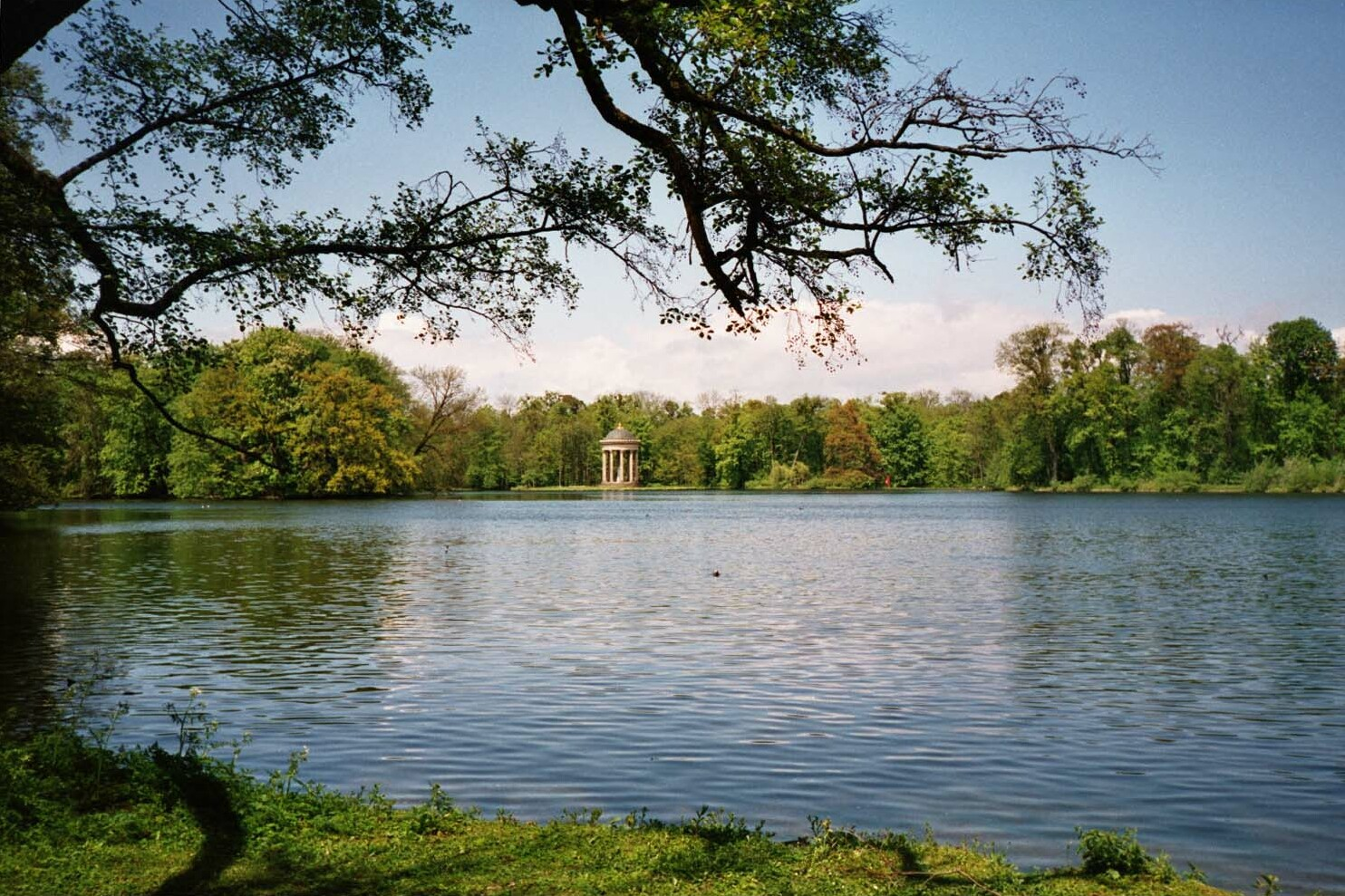
View on Monopteros from the other side of the lake
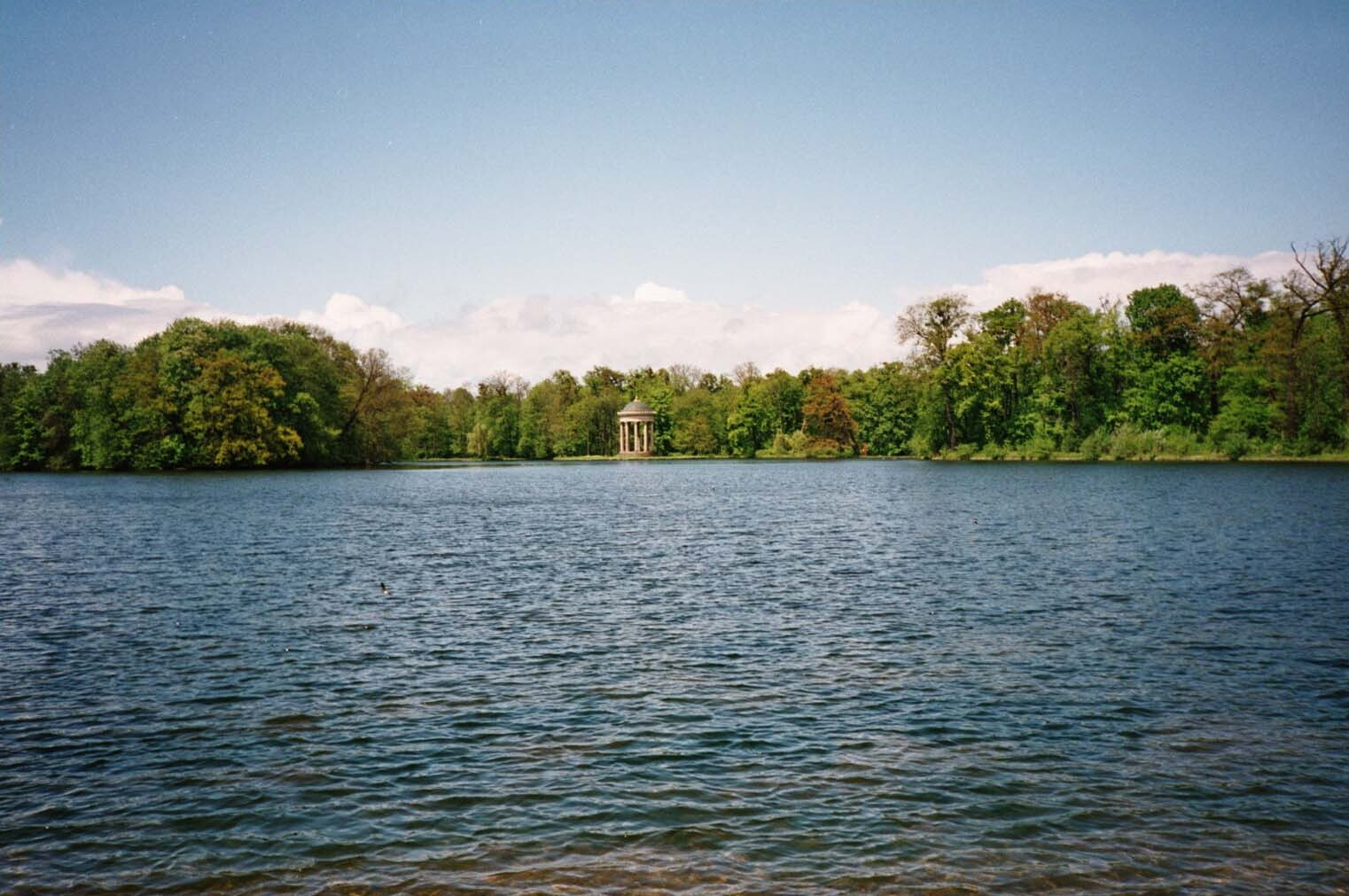
View on Monopteros
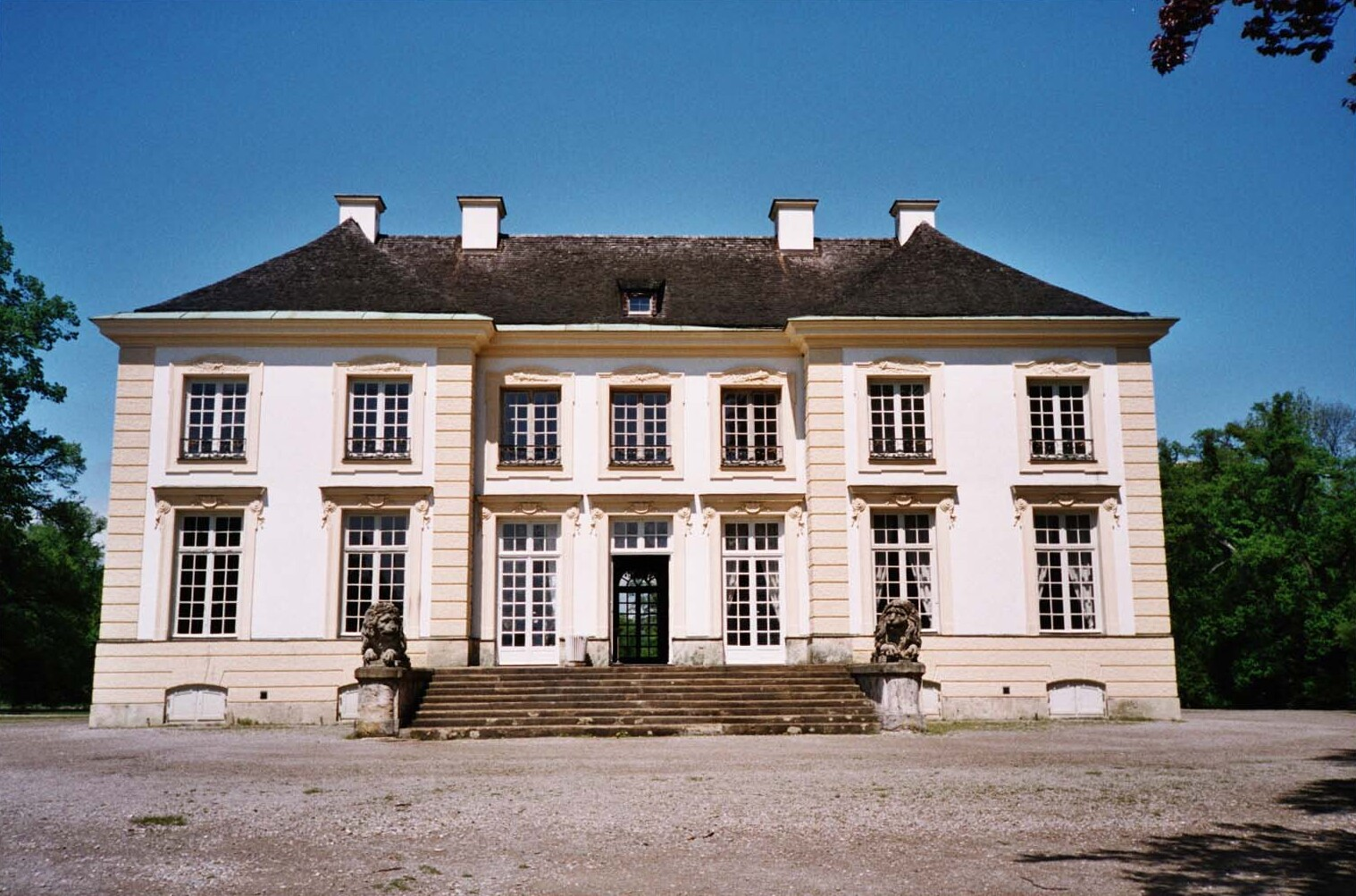
Badenburg, royal bathing house
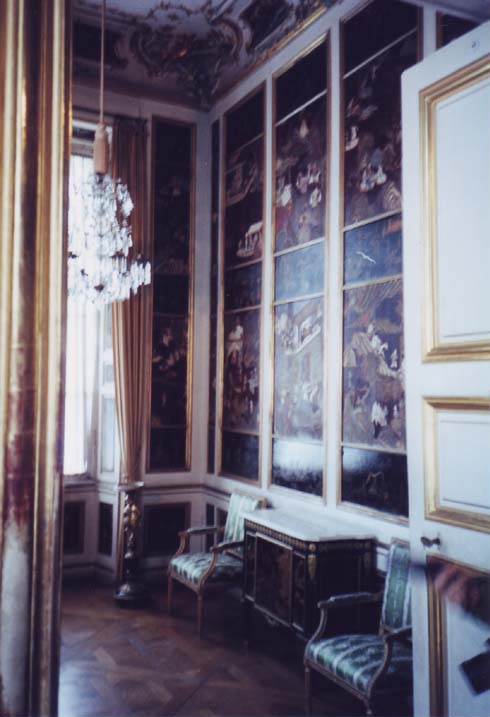
Chinesisches Kabinett with chinoiserie, one of the rooms of Schloss Nymphenburg
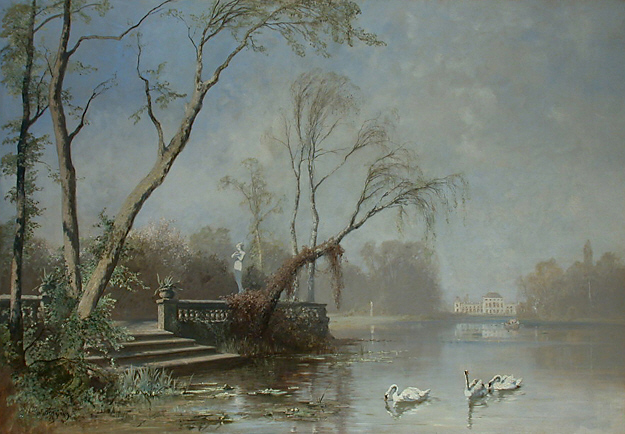
View from the Seaside, painting by Josef Wenglein, 1883

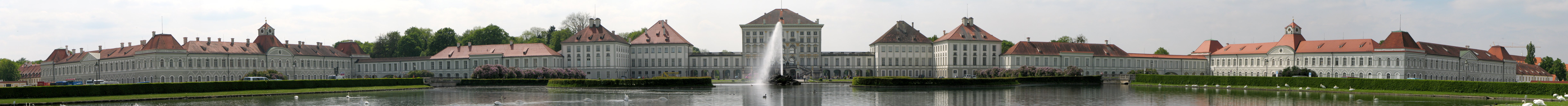
Vedere panoramică a castelului Nymphenburg văzut din faţă